# Montmartin-en-Graignes
Montmartin-en-Graignes é uma comuna francesa na região administrativa da Normandia, no departamento Mancha. Estende-se por uma área de 30,94 km². Em 2010 a comuna tinha 560 habitantes (densidade: 18,1 hab./km²).